# Lorenzo Fernández
Lorenzo Fernández (¿Montevideo?, 20 de maig de 1900 - Montevideo, 16 de novembre de 1973), més conegut com a "El Gallego", fou un futbolista internacional uruguaià d'origen espanyol, medallista olímpic el 1928 i campió del món el 1930.

## Biografia
Nascut a Redondela, Galícia, Fernández va emigrar cap a l'Uruguai a edat primerenca. Conegut com El Gallego (El Gallec), va jugar al Montevideo Wanderers Fútbol Club, al Club Atlético Peñarol i al Club Nacional de Football, durant un període de 16 anys.
Amb la selecció de futbol de l'Uruguai va jugar un total de 31 partits, marcant 4 gols, i aconseguint títols importants com la medalla d'or als Jocs Olímpics d'Estiu de 1928 a Àmsterdam, la primera Copa del Món de futbol a Montevideo, i dos campionats sud-americans el 1926 i el 1935.
Un cop retirat, Fernández va ser entrenador del Club Atlético Peñarol (1941-1942).